# Tatrovice
Tatrovice (in tedesco Dotterwies) è un comune della Repubblica Ceca facente parte del distretto di Sokolov, nella regione di Karlovy Vary.